# 시멘트 페이스트
시멘트 페이스트는 물과 시멘트를 섞은 것이다.

## 응결
시멘트 페이스트가 완전히 굳어 딱딱해지는 것이 아닌, 약간의 강도를 가지며 소성 상태에서 고체 상태로 변하는 것을 응결(setting)이라고 한다. 응결은 다시 초결(initial set)과 종결(final set)으로 구분한다. 초결과 종결을 구분하는 데는 비카트(Vicat) 시험장치 또는 길모어(Gilmore) 침을 이용한다. 초결 상태인 시멘트 페이스트는 완전히 굳기 전에 모양을 변화시킬 수 있고 타설이 가능하다. 응결 시간의 조절에는 석고가 사용된다. 응결 시간에 영향을 주는 인자는 다음과 같다.
- 시멘트의 분말도
- 물 시멘트비
- 혼화재료 사용

### 위응결
시멘트가 보관 중 습기에 많이 노출된 경우 시멘트 믹싱 후 몇 분 만에 수화열 발생 없이 시멘트가 굳어지는 위응결(false set)현상이 발생한다. 이렇게 되면 물을 더 추가하지 않고 강하게 비빔으로써 시멘트 페이스트의 소성을 다시 회복시킬 수 있다. 이렇게 하면 강도 저하가 생기지 않는다.

### 급결과 순결
급결이란 10-45분 이내의 응결 시간을 갖는 것을 말하며, 순결(순간 응결, flash set)은 그보다 빠른 10분 이내에 응결이 일어나는 것이다. 급결이나 순결이 일어났을 경우에는 위응결 시와 다르게 재비빔으로 해결할 수 없다.

## 경화
시멘트 페이스트가 응결된 이후 강도가 발현되는 단계까지 오면 시멘트가 '경화(hardening)되었다'고 한다.

## 안정성
시멘트 페이스트의 안정성이라 함은 시멘트 페이스트가 응결 후 부피를 유지하는 정도를 말한다. 시멘트 안정성이 떨어지면 응결 이후 팽창이 발생할 수 있다. 안정성의 평가를 위해서는 오토클레이브 팽창 시험을 한다.

## 같이 보기
- 모르타르

## 참고 문헌
- Michael S. Mamlouk; John P. Zaniewski (2016). 《실험과 함께하는 건설재료학》. 동화기술. ISBN 9788942590896.